# Oleksandr Tymtschyk
Oleksandr Wassyljowytsch Tymtschyk  (ukrainisch Олександр Васильович Тимчик; * 20. Januar 1997 in Kryklywez, Winnyzja) ist ein ukrainischer Fußballspieler.

## Karriere

### Verein
Von VIK-Volyn Volodymyr kommend, ging er im Februar 2014 in die U19 von Dynamo Kiew über. In der Saison 2015/16 wurde er dann schließlich ein Teil der zweiten Mannschaft und erhielt sein Liga-Debüt für die erste Mannschaft am 6. November 2016, bei einem 2:1-Sieg über den FK Dnipro, wo er auch über die volle Spielzeit auf dem Platz stand. Nach einem weiteren Einsatz am letzten Spieltag, wurde er für die Hinrunde der Spielzeit 2017/18 erst einmal an den FK Stal verliehen, wo er nun auch Stammspieler wurde in seiner Zeit hier aber nur ein einziges Spiel mit der Mannschaft gewinnen konnte. Anfang 2018 folgte nun eine weitere Leihe zu Sorja Luhansk, wo er nun einige Jahre spielte und einige Einsätze in der Liga sammelte. Seit der Spielzeit 2020/21 ist er nun wieder zurück bei Dynamo und hier nun auch ein fester Bestandteil der Mannschaft. Nebst Einsätzen in der Champions League wie auch der Europa League gewann er bislang in der Spielrunde 2020/21 mit seinem Klub die Meisterschaft, den Pokal und den Superpokal.

### Nationalmannschaft
Nach vereinzelten Einsätzen mit der U16 spielte er einige Freundschafts- und Qualifikationsspiele mit der U17 und kam nach der U18 auch ab Oktober 2015 für die U19 zum Einsatz, mit welchen er auch wieder in der EM-Qualifikation spielte. Nach einem Freundschaftsspiel mit der U20, ging es für ihn ab November 2016 bei der U21 weiter, wo er mit seiner Mannschaft aber wieder keine Endrunde bei einem Turnier erreichte.
Sein Debüt für die A-Nationalmannschaft hatte er am 3. September 2020 bei einem 2:1-Sieg über die Schweiz in der Nations League 2020/21, wo er in der Startelf stand und auch in der 86. Minute sich gleich seine erste gelbe Karte abholte. Nach einem weiteren Einsatz in der Nations League, folgten dann ab März 2021 weitere Einsätze in der Qualifikation für die Weltmeisterschaft 2022 und ein paar Freundschaftsspiele. Auch in der Nations League 2022/23 kam er in manchen Spielen zum Einsatz, wie auch bei zwei Partien der Qualifikation für die Europameisterschaft 2024.